# Klang (groep)
Klang was een Belgische popgroep die vooral begin jaren 80 actief was.
Klang was het project van de Brusselse zanger Klaus Klang (geboren Claude Ongena). Nadat de punkgroep X-Pulsion, waar Klaus drummer was, splitte in 1978, richtte hij de band Klang op, waarin hij zong en gitaar speelde. Zijn broer, die al snel de naam Kurt Klang aannam, was er bassist. De andere leden waren drummer Denis Rufin en leadgitarist Robert Franckson. De groep maakte new wave met invloeden uit de ska en het werk van David Bowie.
De groep debuteerde op het verzamelalbum Get Sprouts in 1980 met het nummer Family Life. Nadat ze dat jaar de talentenjacht van het Nederlandse magazine Hitkrant gewonnen hadden, kregen ze een platencontract bij Backdoor, een sublabel van Phonogram Records dat Nederlands talent een kans moest geven. Zo konden ze twee langspeelplaten uitbrengen, The Pop Theory (1981) en Dots and Dashes (1982). Ook verscheen hun nummer The Things We Do For Love op het compilatiealbum 14 X Nederwave Plus 1 Klang, een plaat waarop alle vijftien finalisten van de Hitkrant Talentenjacht 1980 stonden.
De single Beat It, die het album The Pop Theory voorafging, kreeg redelijk wat airplay. Ook Wailing in the Moonlight, Mucho Macho Song en Sound of Love waren bescheiden radiohitjes. Desondanks brak Klang nooit volledig door. Omdat de groep een platencontract had in Nederland, misten ze de aansluiting op de succesgolf van de Belpop. Kort na het uitbrengen van het tweede album hield de band op te bestaan. Het geringe succes en de legerdienst van de bandleden waren hier de oorzaak voor. Zanger Klaus Klang probeerde het nog solo, met de single Soul Thing in 1986 en het album Highrise in 1991.